# Purgatorio - Canto quattordicesimo
Il canto quattordicesimo del Purgatorio di Dante Alighieri si svolge sulla seconda cornice, ove espiano le anime degli invidiosi; siamo nel pomeriggio dell'11 aprile 1300 (Lunedì dell'Angelo), o secondo altri commentatori del 28 marzo 1300.
Il XIV canto del Purgatorio è il secondo canto dedicato all'invidia. Viene aperto con un dialogo fra due nobili romagnoli, Guido del Duca e Rinieri da Calboli. La loro identità è rivelata solo ai vv. 81 e 88, perciò più di metà del dialogo con Dante, che si svolge fino al v.126, è condotto tra voci anonime (anche Dante non dice il proprio nome)

## Incipit
(Anonimo commentatore dantesco del XIV secolo)

## Temi e contenuti

### Guido del Duca; Rinieri da Calboli - versi 1-27
Senza alcuna introduzione, il canto si apre con le parole di un'anima (Guido del Duca) meravigliata per la presenza di qualcuno (il poeta) che è ancora vivo e ci vede, alla quale risponde un'altra anima (Rinieri da Calboli), che esorta il vicino ad interrogare con garbo il nuovo venuto. Le due anime, dapprima chine l'una verso l'altra, levano il viso per rivolgersi a Dante e la prima esprime la meraviglia per la grazia concessa da Dio e chiede al poeta «per carità» di rivelare chi sia e da dove venga. Dante risponde con una perifrasi su un «fiumicel che nasce in Falterona» e aggiunge che la propria identità non è importante, in quanto il suo nome è poco noto. L'interlocutore dice che ha capito l'allusione all'Arno, ed il vicino gli chiede come mai si sia voluto nascondere il nome del fiume, come si fa "de l'orribili cose".

### La valle dell'Arno - vv. 28-54
Guido risponde che è giusto tacere il nome di quella valle, perché è abitata da uomini nemici di ogni virtù, o per malefiche influenze astrali oppure per vizio, al punto che pare che Circe li abbia trasformati in animali. Definisce «brutti porci» gli abitanti del Casentino; poi, seguendo il corso del fiume, chiama «botoli ringhiosi» gli aretini; quindi l'Arno, quanto più si ingrossa andando verso Firenze, tanto più trova «lupi» invece di cani. Infine, nell'ultimo tratto del suo corso, il fiume incontra «volpi piene di froda», ossia i pisani.

### Profezia su Fulcieri da Calboli - vv. 55-72
Guido continua con una profezia, ispiratagli da Dio: vede il nipote di Rinieri, ossia Fulcieri da Calboli al centro di una scena di violenza bestiale e sanguinosa, come «cacciatore» che sgomenta i «lupi» di Firenze, li vende ancora vivi, poi li uccide, privando molti della vita e spogliandosi di ogni onore. Quando lascerà Firenze, la città sarà ridotta in un tale stato da non potersi risollevare per mille anni. La profezia post eventum è riferita all'intervento di Fulcieri come podestà di Firenze nel 1303, quando perpetrò gravi violenze contro i Bianchi. Rinieri, udendo questa profezia si rattrista profondamente.

### Compianto sulla Romagna - vv. 73-126
Queste parole e l'atteggiamento delle due anime inducono Dante a pregarle di dire i loro nomi. Il primo, pur sottolineando che Dante non ha detto chi sia, si rivela come Guido del Duca, roso in vita dall'invidia e ora qui punito per tale colpa. Continua indicando il suo vicino come Rinieri da Calboli, esempio di onore non raccolto dai suoi discendenti. Lo stesso - continua Guido - è accaduto per tante altre famiglie della Romagna (dalla quale entrambe le anime provengono). Cita con rimpianto personaggi virtuosi ormai non più imitati e con sdegno afferma che i romagnoli sono divenuti «bastardi». Piangendo continua a ricordare altre figure di Bologna, Faenza, Ravenna, Rimini, e con loro «le donne e 'cavalier, li affanni e li agi/che ne 'nvogliava amore e cortesia». La dolorosa panoramica continua con i signori di Bertinoro, Bagnacavallo, Castrocaro, Conio. Meglio per tante famiglie restare senza discendenti, che avere eredi malvagi e viziosi. Conclude pregando il poeta di lasciarlo, perché ormai l'angoscia gli permette solo di piangere e non di parlare.

### Esempi di invidia punita - vv. 127-151
Dante e Virgilio riprendono il cammino, rassicurati dal silenzio delle anime sul fatto che seguono la strada giusta. Quando ormai sono lontani dagli invidiosi, odono una voce improvvisa che pronuncia le parole di Caino e subito si dilegua; subito giunge un'altra voce, di Aglauro, figlia del re di Atene trasformata in sasso per aver invidiato la sorella amata da Mercurio. Dante spaventato si stringe a Virgilio, che chiude il canto con le sue parole di commento: gli uomini pur circondati dalle eterne bellezze del creato volgono lo sguardo solo alle miserie terrene cedendo alla tentazione di Satana. Da ciò la dura punizione; e le voci udite dovrebbero frenare la tendenza all'invidia.

## Analisi
Il canto XIV rappresenta un passaggio importante nello sviluppo del tema politico, che Dante ha iniziato a costruire fin dal VI canto dell'Inferno e progressivamente ampliato e approfondito. Nel Purgatorio, il tema ha trovato una forte ripresa nel V canto, nel quale due dei tre personaggi morti violentemente sono stati vittime delle contrapposizioni politiche; il canto successivo, con l'apostrofe Ahi serva Italia, di dolore ostello estende lo sguardo alla condizione di tutta l'Italia, per convergere infine su Firenze. Anche nel canto XI, tra i superbi, risuonano accenni alle guerre intestine della Toscana.
Il canto XIV, nella peculiare costruzione dialogica, tra personaggi che rivelano solo tardivamente il proprio nome, offre il massimo risalto alla durezza delle immagini e dei giudizi espressi prima sulla Toscana, identificata con le diverse zone percorse dall'Arno dalla sorgente alla foce, poi sulla Romagna, evocata attraverso una fitta serie di nomi di località e di famiglie nobili. Il quadro complessivo è di una decadenza che appare senza scampo: i cittadini toscani sono visti come bestie luride, violente, insidiose; i nobili romagnoli hanno come unica via d'uscita l'estinzione delle loro famiglie.
Le parole pronunciate da Guido del Duca, nobile ravennate che aveva esercitato in Romagna la funzione di giudice, traggono spunto dalla perifrasi che usa Dante, invece di nominare l'Arno: come se - commenta Rinieri - fosse una di quelle cose orribili che è meglio tacere. Di fatto, questa è l'occasione che dà modo a Guido (e in realtà al poeta) di iniziare un monologo ampio (vv.29-66) e di linguaggio volutamente aspro. Dante non commenta, ma mette in rilievo il turbamento di Rinieri. Alla domanda di Dante di sapere chi siano, Guido presenta se stesso e Rinieri  Paolucci di Calboli, in Romagna, che conquistò e dominò brevemente Forlì. Ora Dante può comprendere meglio chi sia il «nipote» di Rinieri (ossia Fulcieri) del quale Guido ha parlato ponendolo al centro di una profezia sull'immediato futuro di Firenze.
Dopo una scena così intensa, dominata dal protagonista Guido, il canto si conclude in tono alto e severo con le parole di Virgilio, che richiama gli uomini al rispetto dei loro limiti e a tendere lo sguardo al cielo e alle sue «bellezze eterne», invece di lasciarsi imprigionare nelle bassezze terrene.